# Islamski geometrijski vzorci
Islamski geometrijski vzorci so ena glavnih oblik islamskega ornamenta, ki se izogiba uporabi figurativnih podob, saj je po mnogih svetih spisih prepovedano ustvariti predstavitev pomembne islamske figure.
Geometrijske oblike v islamski umetnosti so pogosto zgrajene na kombinacijah ponavljajočih se kvadratov in krogov, ki se lahko prekrivajo in prepletajo, kot lahko arabeske (s katerimi se pogosto kombinirajo),  tvorijo zapletene in kompleksne vzorce, vključno z najrazličnejšimi teselacijami. Ti lahko tvorijo celotno dekoracijo, lahko tvorijo okvir za cvetlične ali kaligrafske okraske ali pa se umaknejo v ozadje okoli drugih motivov. Kompleksnost in raznolikost uporabljenih vzorcev sta se razvila od preprostih zvezd in rombov v 9. stoletju, prek različnih 6- do 13-krakih vzorcev v 13. stoletju in končno vključila tudi 14- in 16-krake zvezde v 16. stoletju.
Geometrijski vzorci se v islamski umetnosti in arhitekturi pojavljajo v različnih oblikah. Sem spadajo preproge čilim, perzijski girih in maroške ploščice zellij, okrasni oboki muqarnas, preluknjani kamniti zasloni džali, keramika, usnje, vitraj, lesena in kovinska dela.
Zanimanje za islamske geometrijske vzorce na Zahodu narašča, tako med rokodelci in umetniki, kot je M. C. Escher v 20. stoletju, kot med matematiki in fiziki, kot sta Peter J. Lu in Paul Steinhardt.

## Ozadje

### Islamska dekoracija
Islamski geometrijski vzorci izhajajo iz enostavnejših modelov, ki so se uporabljali v zgodnejših kulturah: grški, rimski in sasanidski. So ena od treh oblik islamskega okrasja, drugi sta arabeska, ki temelji na ukrivljenih in razvejanih oblikah rastlin, in islamska kaligrafija; vse tri se pogosto uporabljajo skupaj. Od 9. stoletja naprej se je v islamski umetnosti začela pojavljati vrsta prefinjenih geometrijskih vzorcev, ki so temeljili na poligonalni teselaciji in sčasoma postali prevladujoči.
Islamska umetnost se večinoma izogiba figurativnim podobam, da ne bi postale predmet čaščenja. Ta anikonizem v islamski kulturi je povzročil, da so umetniki raziskovali nefiguralno umetnost in ustvaril splošen estetski premik k matematično zasnovani dekoraciji.

### Namen
Avtorji, kot je Keith Critchlow, trdijo, da so islamski vzorci ustvarjeni, da gledalca vodijo k razumevanju realnosti, ki je v ozadju, namesto da bi bili le okras, kot včasih namigujejo pisci, ki jih zanimajo samo vzorci. V islamski kulturi se verjame, da so vzorci most do duhovne sfere, instrument za čiščenje uma in duše. David Wade pravi, da je »Velik del islamske umetnosti, bodisi v arhitekturi, keramiki, tekstilu ali knjigah, umetnost dekoracije – kar pomeni preobrazbe«. Wade trdi, da je cilj preoblikujejo, spreminjajo mošeje »v lahkotnost in vzorec«, medtem ko »okrašene strani Korana lahko postanejo okna v neskončno«. Proti temu navaja Doris Behrens-Abouseif v svoji knjigi Beauty in Arabic Culture da je »velika razlika« med filozofskim mišljenjem srednjeveške Evrope in islamskega sveta ravno v tem, da sta koncepta dobrega in lepega v arabski kulturi ločena. Trdi, da je bila lepota, bodisi v poeziji bodisi v vizualni umetnosti, uživana »zavoljo nje same, brez zavezanosti verskim ali moralnim merilom«.
- Slogi islamske geometrijske dekoracije
- Ploščice v Petkovi mošeji v Yazdu v Iranu z geometrijskimi in rastlinskimi vzorci
- Medresa Bou Inania, Fes, Maroko, prvotno c. 1350, z geometrijskimi vzorci v ploščicah zellij
- Različni ljudski dekorativni islamski slogi v Maroku: lesene plošče, ploščice zellij, kaligrafija s štukaturo in vratne plošče s cvetjem
- Lok v Alhambri s kapnikom muqarnas
- Glaziran kozarec iz keramike Ajubid Raka z mrežnim vzorcem prekrivajočih se krogov. Sirija, 12./13 stoletje
- Obok v Osmanski Zeleni mošeji, Bursa, Turčija (1424), z 10-krakimi zvezdami in peterokotniki

## Oblikovanje vzorca
Mnoge islamske oblike so zgrajene na kvadratih in krogih, ki se običajno ponavljajo, prekrivajo in prepletajo, da tvorijo zapletene in kompleksne vzorce. Ponavljajoči se motiv je 8-kraka zvezda, pogosto vidna v islamskih ploščicah; sestavljena je iz dveh kvadratov, od katerih je eden zasukan za 45 stopinj glede na drugega. Četrta osnovna oblika je mnogokotnik, vključno s peterokotniki in osmerokotniki. Vse to je mogoče združiti in predelati v zapletene vzorce z različnimi simetrijami, vključno z odsevi in rotacijami. Takšne vzorce lahko vidimo kot matematične teselacije, ki se lahko raztezajo v nedogled in tako nakazujejo neskončnost. Zgrajeni so na mrežah, ki za risanje potrebujejo le ravnilo in šestilo. Umetnik in pedagog Roman Verostko trdi, da so takšne konstrukcije dejansko algoritmi, zaradi česar so islamski geometrijski vzorci predhodniki sodobne algoritemske umetnosti.
Krog simbolizira enotnost in raznolikost v naravi in številni islamski vzorci so narisani, začenši s krogom. Na primer, dekoracija mošeje iz 15. stoletja v Yazdu v Iranu temelji na krogu, razdeljenem na šest krat šest krogov, narisanih okoli njega, vsi se dotikajo v njegovem središču in vsak se dotika središč svojih dveh sosedov, da tvori pravilen šesterokotnik. Na tej podlagi je zgrajena šesterokraka zvezda, obdana s šestimi manjšimi nepravilnimi šesterokotniki, ki tvorijo teselacijski zvezdni vzorec. To tvori osnovno zasnovo, ki je belo obrobljena na steni mošeje. Ta oblika pa je prekrita s prepletajočo se črto v modri barvi okoli ploščic drugih barv, ki tvori dodelan vzorec, ki delno prikrije prvotno in osnovno obliko. Podobno obliko tvori logotip raziskovalnega centra Mohammed Ali.
Eden od zgodnjih zahodnih preučevalcev islamskih vzorcev, Ernest Hanbury Hankin, je definiral geometrično arabesko kot vzorec, oblikovan »s pomočjo gradbenih linij, sestavljenih iz poligonov v stiku«. Opazil je, da lahko veliko različnih kombinacij mnogokotnikov uporabljate, dokler so preostali prostori med poligoni razumno simetrični. Na primer, mreža osmerokotnikov v stiku ima kvadrate (iste strani kot osmerokotniki) kot preostale prostore. Vsak osmerokotnik je osnova za 8-krako zvezdo, kot jo vidimo v Akbarjevi grobnici Sikandra (1605–1613). Hankin je menil, da je »spretnost arabskih umetnikov pri odkrivanju primernih kombinacij poligonov .. skoraj osupljiva«. Nadalje zapisuje, da če se zvezda pojavi v kotu, mora biti prikazana natanko ena četrtina le-te; če ob robu, natanko na polovico.
Zvitek Topkapı, izdelan v času iranske dinastije Timuridov v poznem 15. stoletju ali na začetku 16. stoletja, vsebuje 114 vzorcev, vključno z barvnimi vzorci za girih ploščice in muqarnas četrt ali polkupole.
Matematične lastnosti okrasnih ploščic in vzorcev štukature v palači Alhambra v Granadi v Španiji so bile obsežno preučene. Nekateri avtorji so iz dvomljivih razlogov trdili, da so tam našli večino ali vseh 17 skupin tapet. Maroško geometrijsko pohištvo iz 14. do 19. stoletja uporablja samo 5 skupin tapet, predvsem p4mm in c2mm, s p6mm in p2mm občasno in p4gm redko; trdi se, da lahko metoda gradnje Hasba (mera), ki se začne z n-kratnimi rozetami, ustvari vseh 17 skupin.
- Metode gradnje
- Dvodimenzionalni dizajni za dve muqarnas s četrtino kupole – kot školjka (zgoraj), kot pahljača (spodaj). Topkapi zvitek, 15. stoletje
- Girih ploščica v deseterokotnem vzorcu na gredi iz svetišča Darb-e Imam
- Konstrukcija vzorca girih v preponki Darb-e Imam (rumena črta). Konstrukcija decagon modra, metuljčki rdeči. Trak prečka konstrukcijsko teselacijo.
- Analiza osmerokotnih vzorcev v mogulski arhitekturi Ernesta Hanburyja Hankina, 1925. 8-krake zvezde se pojavijo (spodaj desno), kjer se križajo težke črne črte.
- Okras v grobnici I'timād-ud-Daulah, Agra, ki prikazuje pravilno obdelavo stranic in vogalov. V vsakem kotu je prikazana četrtina vsake 6-krake zvezde; pol zvezdic ob straneh.
- Arhitekturna risba za opečne oboke, Iran, verjetno Teheran, 1800–70

## Evolucija

### Zgodnja faza
Najzgodnejše geometrijske oblike v islamski umetnosti so bile občasne izolirane geometrijske oblike, kot so 8-krake zvezde in romb s kvadrati. Te izvirajo iz leta 836 v Veliki mošeji v Kairouanu v Tuniziji in so se od takrat razširile po vsem islamskem svetu.

### Srednja faza
Naslednji razvoj, ki označuje srednjo stopnjo uporabe islamskega geometrijskega vzorca, so bile 6- in 8-krake zvezde, ki se pojavijo leta 879 v mošeji Ibn Tulun v Kairu in so nato postale razširjene.
Od 11. stoletja so uporabljali več različnih vzorcev. Abstraktne 6- in 8-točkovne oblike se pojavijo v stolpu Kharaqan v Qazvinu v Iranu leta 1067 in v mošeji Al-Džujuši v Egiptu leta 1085, od tam pa so se spet razširile, čeprav so 6-točkovni vzorci v Turčiji redki.
Leta 1086 se v Petkovi mošeji v Isfahanu pojavijo 7- in 10-kraki vzorci girih (s sedemkotniki, 5- in 6-krakimi zvezdami, trikotniki in nepravilnimi šesterokotniki). 10-točkovni girih je postal razširjen v islamskem svetu, razen v španskem Al Andaluzu. Kmalu zatem so leta 1098 v Barsijski mošeji, prav tako v Iranu, leta 1098 uporabili široke 9-, 11- in 13-točkovne vzorce girih; ti se, kot 7-točkovni geometrijski vzorci, redko uporabljajo zunaj Perzije in osrednje Azije.
Na koncu, ki označuje konec srednje stopnje, se vzorci girih rozete z 8 in 12 točkami pojavijo v Alâeddinovi mošeji v Konyi v Turčiji leta 1220 in v abasidski palači v Bagdadu leta 1230, ki se je razširil po vsem islamskem svetu.

### Pozna faza
Začetek pozne stopnje je označen z uporabo preprostih 16-točkovnih vzorcev v mavzoleju Hasan Sadaqah v Kairu leta 1321 in v Alhambri v Španiji v letih 1338–1390. Te vzorce redko najdemo zunaj teh dveh regij. Bolj dodelane kombinirane 16-točkovne geometrijske vzorce najdemo v kompleksu sultana Hasana v Kairu leta 1363, le redko kje drugje. Končno se 14-točkovni vzorci pojavijo v Petkovi mošeji v Fatehpur Sikriju v Indiji v letih 1571–1596, vendar na nekaj drugih mestih.

## Umetniške oblike
Več umetniških oblik v različnih delih islamskega sveta uporablja geometrijske vzorce. Sem spadajo keramika, trakovi girih, preluknjani kamniti zasloni džali, preproge čilim, usnje, kovinski izdelki, oboki muqarnas, vitraži šakaba, pohištvo in zellij ploščice.

### Keramika
Keramika je primerna za krožne motive, radialne ali tangencialne. Sklede ali krožniki so lahko znotraj ali zunaj okrašeni z radialnimi črtami; ti so lahko delno figurativni in predstavljajo stilizirane liste ali cvetne lističe, okrog sklede ali vrča pa lahko tečejo okrogli trakovi. Vzorci teh vrst so bili uporabljeni na islamski keramiki iz ajubidskega obdobja, 13. stoletje. Radialno simetrične rože z na primer 6 cvetnimi listi so primerne za vedno bolj stilizirane geometrijske oblike, ki lahko združujejo geometrijsko preprostost s prepoznavnimi naturalističnimi motivi, svetlečimi barvnimi glazurami in radialno kompozicijo, ki se idealno prilega okrogli posodi. Lončarji so pogosto izbirali vzorce, ki so ustrezali obliki posode, ki so jo izdelovali. Tako je neglazirana lončena bučka za vodo iz Alepa v obliki navpičnega kroga (z ročaji in vratom zgoraj) okrašena z obročem iz oblikovane pletenice okoli arabskega napisa z majhnim cvetom z 8 cvetnimi listi v sredini.

### Girih ploščice in pohištvo
Girih so izdelani vzorci prepletanja, sestavljeni iz petih standardiziranih oblik. Slog se uporablja v perzijski islamski arhitekturi in tudi v dekorativnem pohištvu. Modeli girih so tradicionalno izdelani v različnih medijih, vključno z rezanimi opečnimi zidovi, štukaturo in mozaičnimi ploščicami iz fajanse. V lesenih izdelkih, zlasti v safavidskem obdobju, se je lahko uporabljal bodisi kot rešetkasti okvirji, levi ravni ali vstavljeni s ploščami, kot je barvno steklo; ali kot mozaične plošče, ki se uporabljajo za okrasitev sten in stropov, bodisi svetih bodisi posvetnih. V arhitekturi girih oblikuje okrasne prepletene trakaste površine od 15. do 20. stoletja. Večina modelov temelji na delno skriti geometrijski mreži, ki zagotavlja pravilno niz točk; to je narejeno v vzorec z uporabo 2-, 3-, 4- in 6-kratnih rotacijskih simetrij, ki lahko zapolnijo ravnino. Vidni vzorec na mreži je prav tako geometrijski, s 6-, 8-, 10- in 12-krakimi zvezdami in različnimi konveksnimi poligoni, ki so povezani s trakovi, ki se tipično zdijo prepleteni drug čez in pod drugim. Vidni vzorec ne sovpada z osnovnimi konstrukcijskimi linijami ploščic. Vidni vzorci in temeljne ploščice predstavljajo most, ki povezuje nevidno z vidnim, analogno "epistemološkemu iskanju" v islamski kulturi, iskanju narave znanja.

### Džali
Džali so preluknjani kamniti zasloni z redno ponavljajočimi se vzorci. Značilni so za indoislamsko arhitekturo, na primer v stavbah Mogulov v Fatehpur Sikriju in Tadž Mahalu. Geometrijski dizajni združujejo mnogokotnike, kot so osmerokotniki in peterokotniki, z drugimi oblikami, kot so 5- in 8-krake zvezde. Vzorci so poudarjali simetrije in s ponavljanjem nakazovali neskončnost. Džali je deloval kot okna ali pregrade za prostore, ki so zagotavljale zasebnost, a dovoljevale zrak in svetlobo. Džali tvori pomemben element indijske arhitekture. Uporaba perforiranih sten je upadla zaradi sodobnih gradbenih standardov in potrebe po varnosti. Arhitektka Laurie Baker je popularizirala moderne, poenostavljene džali stene, na primer izdelane iz vnaprej oblikovanih glinenih ali cementnih blokov. Preluknjana okna v slogu girih včasih najdemo drugod po islamskem svetu, na primer v oknih mošeje Ibn Tuluna v Kairu.

### Čilim
Čilim je islamska ravno tkana preproga (gladka), bodisi za uporabo v gospodinjstvu ali za molitev. Vzorec se naredi tako, da se niti votka navijejo nazaj čez osnovne niti, ko je dosežena barvna meja. Ta tehnika pušča vrzel ali navpično režo, zato čilime včasih imenujemo tkanina z režami. Čilimi so pogosto okrašeni z geometrijskimi vzorci z 2- ali 4-kratno zrcalno ali rotacijsko simetrijo. Ker tkanje uporablja navpične in vodoravne niti, je krivulje težko ustvariti, zato se vzorci oblikujejo predvsem z ravnimi robovi. Čilim vzorci so pogosto značilni za določene regije. Motivi Čilimov so pogosto simbolični in tudi dekorativni. Na primer, motiv volčjih ust ali volčje noge (turško: Kurt Aǧzi, Kurt İzi) izraža željo plemenskih tkalcev po zaščiti čred svojih družin pred volkovi.

### Usnje
Islamsko usnje je pogosto vtisnjeno z vzorci, podobnimi že opisanim. Usnjene platnice knjig, začenši s Koranom, kjer so bila figurativna umetniška dela izključena, so bile okrašene s kombinacijo kufične pisave, medaljonov in geometrijskih vzorcev, običajno obrobljenih z geometrijskimi pletenicami.

### Kovinarstvo
Kovinski artefakti imajo iste geometrijske oblike, ki se uporabljajo v drugih oblikah islamske umetnosti. Vendar pa je po mnenju Hamiltona Gibba poudarek drugačen: geometrijski vzorci se običajno uporabljajo za obrobe, in če so v glavnem okrasnem področju, se najpogosteje uporabljajo v kombinaciji z drugimi motivi, kot so cvetlični motivi, arabeske, živalski motivi ali kaligrafsko pisavo. Geometrijski dizajni v islamskem kovinskem delu lahko tvorijo mrežo, okrašeno s temi drugimi motivi, ali pa lahko tvorijo vzorec ozadja.
Tudi tam, kjer se zdi, da kovinski predmeti, kot so sklede in posode, nimajo geometrijskega okrasja, so motivi, kot so arabeske, pogosto postavljeni v osmerokotne predele ali razporejeni v koncentričnih pasovih okoli predmeta. Uporabljajo se tako zaprti modeli (ki se ne ponavljajo) kot odprti ali ponavljajoči se vzorci. Vzorci, kot so prepletene šesterokrake zvezde, so bili še posebej priljubljeni od 12. stoletja. Eva Baer ugotavlja, da čeprav je bila ta oblika v bistvu preprosta, so ga kovinarji razvili v zapletene vzorce, prepletene z arabeskami, včasih organizirane okoli nadaljnjih osnovnih islamskih vzorcev, kot je šesterokotni vzorec šestih prekrivajočih se krogov.

### Muqarnas
Mukarnas so dovršeno izrezljani stropi do polkupol, ki se pogosto uporabljajo v mošejah. Običajno so izdelani iz štuka (in zato nimajo konstrukcijske funkcije), lahko pa so tudi iz lesa, opeke in kamna. Značilne so za islamsko arhitekturo srednjega veka od Španije in Maroka na zahodu do Perzije na vzhodu. Arhitekturno tvorijo več nivojev trompe, ki se zmanjšujejo, ko se dvigajo. Pogosto so bogato okrašeni.

### Vitraž
Vitraži z geometrijskimi vzorci se uporabljajo v različnih okoljih v islamski arhitekturi. Najdemo jih v ohranjeni poletni rezidenci palače Šaki Khanov v Azerbajdžanu, zgrajene leta 1797. Vzorci v oknih šabaka vključujejo 6-, 8- in 12-krake zvezde. Ta okrasna okna z lesenim okvirjem so značilne značilnosti arhitekture palače. Šabake so še vedno zgrajene na tradicionalen način v Šekiju v 21. stoletju. Tradicije vitražov, postavljenih v lesene okvirje (ne svinčene kot v Evropi), so preživele v delavnicah v Iranu in Azerbajdžanu. Zastekljena okna iz štukature, razporejenih v girih podobne vzorce, najdemo tako v Turčiji kot v arabskih deželah; pozen primer brez tradicionalnega ravnovesja oblikovalskih elementov je bil narejen v Tuniziji za mednarodno kolonialno razstavo v Amsterdamu leta 1883. Staro mesto Sana v Jemnu ima vitraže v visokih stavbah.

### Zellij
Zellij (arabsko الزَّلِيْج) je geometrijsko polaganje ploščic z glaziranimi terakota ploščicami, vstavljenimi v omet, ki tvorijo pisane mozaične vzorce, vključno s pravilnimi in polpravilnimi teselacijami. Tradicija je značilna za Maroko, najdemo pa jo tudi v mavrski Španiji. Zellij se uporablja za okrasitev mošej, javnih zgradb in bogatih zasebnih hiš.

### Ilustracije
- Mediji, ki se uporabljajo za islamske geometrijske vzorce
- Safavidska skleda z radialnimi in krožnimi motivi, Perzija, 17. stoletje
- Luster ploščice iz Irana, verjetno Kašan, 1262, v obliki sufijskih simbolov za božanski dih
- Glazirane ploščice girih v Shah-i-Zinda v Samarkandu, Uzbekistan
- Stran lesenega minbarja (prižnice) z 12-krakimi zvezdami. 14. stoletje. Muzej turške in islamske umetnosti
- Džali je prebil kamnite zaslone na grobnici Salima Čištija, Fatehpur Sikri, Indija
- Tkan volnen čilim iz Turčije
- Usnjen ovitek molitvenika, Perzija, 16. stoletje
- Železna vrata z 10-krakimi zvezdami in zmaji v mošeji Al-Rifa'i v Kairu (1869–1912)
- Detajl bronastih vrat, mošeja-medresa sultana Hasana, Kairo, okrašena s trakovi
- Muqarnas v Šahovi mošeji, Isfahan, Iran
- Geometrijski vitraž šabaka v palači Šaki Khanov iz leta 1797 v Azerbajdžanu
- Tradicionalno okno, Sana, Jemen
- Glazirana ploščica zellij na Place el-Hedim v Meknesu v Maroku